# Aurora Glacier (glaciär i Antarktis)
Aurora Glacier är en glaciär i Antarktis. Den ligger i Östantarktis. Nya Zeeland gör anspråk på området. Aurora Glacier ligger 86 meter över havet.
Terrängen runt Aurora Glacier är varierad. Aurora Glacier ligger nere i en dal. Trakten är obefolkad. Det finns inga samhällen i närheten. 